# Olasz kiejtés
Az olasz kiejtés a latin nyelv helyi jellegzetességeket is magán viselő kiejtéséből alakult ki évszázadok alatt. Máig az olasz hasonlít legjobban a latinra.

## Az ábécé
Az ábécé a következő 21 betűből áll: A, B, C, D, E, F, G, H, I, L, M, N, O, P, Q, R, S, T, U, V, Z.
Idegen vagy régies szavakban előfordulhatnak még a j, k, w, x, y betűk is.

## A hangsúly
A hangsúly általában – a szókincs 85%-ában – az utolsó előtti szótagra (parola piana) esik, pl. ragazzo, amare. Egyes esetekben más szótagra is eshet, de csak a szóvégi hangsúlyt (parola tronca) jelölik ékezettel, pl. città, menù, ventitré.
A hangsúly lehet jelentésmegkülönböztető szerepű is, de ilyen esetekben sem jelölik ékezettel, pl. Sofia „Szófia” – Sofia „Zsófia”.

## A magánhangzók
Az olasz irodalmi nyelvben a következő magánhangzók találhatók:
|             | Elöl képzett | Hátul képzett |
| ----------- | ------------ | ------------- |
| Zárt        | [i]          | [u]           |
| Félig zárt  | [e]          | [o]           |
| Félig nyílt | [ɛ]          | [ɔ]           |
| Nyílt       | [a]          | [a]           |

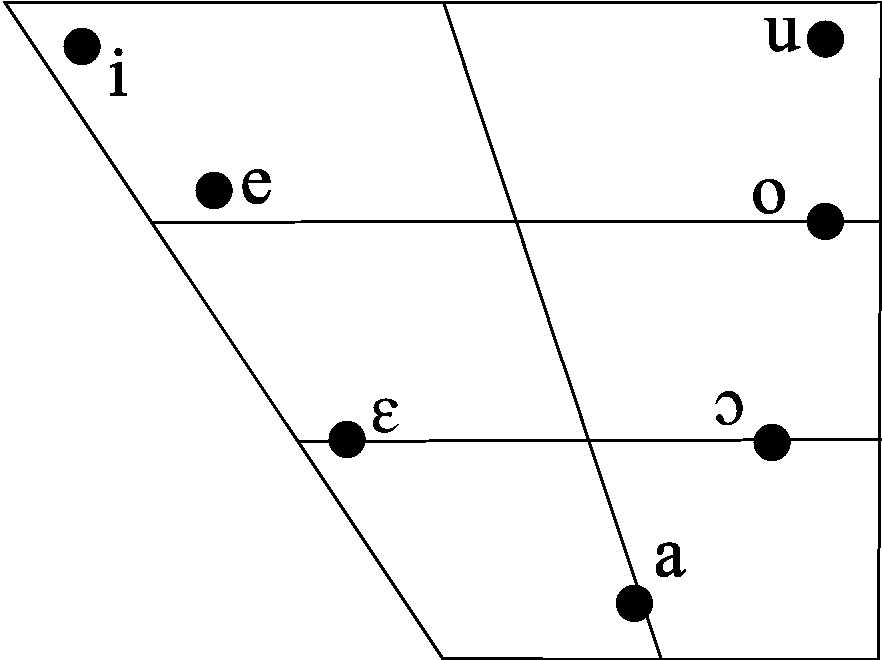
Az olasz magánhangzók

Mivel az olasz írás nem fonetikus, a fenti hét hangot a következő betűkkel írja le:
| Betű(k) | Betű(k)                      | Betű(k)                       | Hang(ok)  | Példák                                                               |
| ------- | ---------------------------- | ----------------------------- | --------- | -------------------------------------------------------------------- |
| a       | hangsúlyosan                 | nyílt szótagban               | [aː]      | lama [ˈlaːma], sala [ˈsaːla]                                         |
| a       | hangsúlyosan                 | egyébként                     | [a]       | pazzo [ˈpaːt͡sːo], bagno [ˈbaːɲːo]                                    |
| a       | hangsúlytalanul              | hangsúlytalanul               | [a]       | allievo [alːˈjɛːvo], bicicletta [bit͡ʃikˈletːa]                       |
| à       | csak szó végén               | csak szó végén                | [a]       | unità [uniˈta]                                                       |
| e       | hangsúlyosan                 | nyílt szótagban               | [ɛː] [eː] | bene [ˈbɛːne], ieri [ˈjɛːri] nero [ˈneːro], invece [iɱˈveːt͡ʃe]       |
| e       | hangsúlyosan                 | egyébként                     | [ɛ] [e]   | bello [ˈbɛlːo], dente [ˈdɛːnte] allegro [aˈlːegro], freddo [ˈfredːo] |
| e       | hangsúlytalanul              | hangsúlytalanul               | [e]       | male [ˈmaːle], equinozio [ekwiˈnɔːt͡sjo]                              |
| è       | csak szó végén               | csak szó végén                | [ɛ]       | cioè [t͡ʃoˈɛ]                                                         |
| é       | csak szó végén               | csak szó végén                | [e]       | perché [perˈke]                                                      |
| i       | hangsúlyosan                 | nyílt szótagban               | [iː]      | riso [ˈriːzo], zio [ˈt͡siːo]                                          |
| i       | hangsúlyosan                 | egyébként                     | [i]       | mille [ˈmilːe], imbecille [imbeˈt͡ʃilːe]                              |
| i       | hangsúlytalanul              | c, g, sc és a, e, o, u között | -         | cielo [ˈt͡ʃɛːlo], giocare [d͡ʒoˈkaːre], lasciare [laˈʃːaːre]           |
| i       | hangsúlytalanul              | magánhangzó előtt             | [j]       | operaio [opeˈraːjo], ieri [ˈjɛːri]                                   |
| i       | hangsúlytalanul              | magánhangzó után              | [ɪ̯]       | mai [maːɪ̯], hai [aːɪ̯]                                                |
| i       | hangsúlytalanul              | egyébként                     | [i]       | risposto [risˈpoːsto], utilità [utiliˈta]                            |
| ì       | csak szó végén               | csak szó végén                | [i]       | così [koˈzi]                                                         |
| o       | hangsúlyosan                 | nyílt szótagban               | [ɔː] [oː] | buono [ˈbwɔːno], uomo [ˈwɔːmo] Roma [ˈroːma], loro [ˈloːro]          |
| o       | hangsúlyosan                 | egyébként                     | [ɔ] [o]   | oggi [ˈɔd͡ʒːi], Rodolfo [roˈdɔlfo] volpe [ˈvolpe], gomma [ˈgomːa]     |
| o       | hangsúlytalanul              | hangsúlytalanul               | [o]       | torbido [ˈtorbido], volo [ˈvoːlo]                                    |
| ò       | csak szó végén               | csak szó végén                | [ɔ]       | però [peˈrɔ]                                                         |
| ó       | csak szó végén, nagyon ritka | csak szó végén, nagyon ritka  | [o]       | metró [metˈro]                                                       |
| u       | hangsúlyosan                 | nyílt szótagban               | [uː]      | muro [ˈmuːro], comune [koˈmuːne]                                     |
| u       | hangsúlyosan                 | egyébként                     | [u]       | ungere [ˈund͡ʒere], zucca [ˈt͡sukːa]                                   |
| u       | hangsúlytalanul              | magánhangzó előtt             | [w]       | qua [kwa], cuore [ˈkwɔːre]                                           |
| u       | hangsúlytalanul              | magánhangzó után              | [ʊ̯]       | rauco [ˈraːʊ̯ko], neutro [ˈnɛːʊ̯tro]                                   |
| u       | hangsúlytalanul              | egyébként                     | [u]       | unità [uniˈta], mutilare [mutiˈlaːre]                                |
| ù       | csak szó végén               | csak szó végén                | [u]       | menù [meˈnu]                                                         |

Megjegyzések:
- Az olaszban nincs fonémikus különbség a hosszú és rövid magánhangzók között, bár a hangsúlyos nyílt szótagban (kivéve a szó végén) a magánhangzók hosszúak.
- Hangsúlyos szótagban az olasz megkülönbözteti a félig zárt /e o/ és félig nyílt /ɛ ɔ/ hangokat. Ugyanez a megkülönböztetés hangsúlytalan szótagban csak szonoránsok (zengőhangok: /j, l, m, n, ɲ, r/) előtt marad meg.
- Hangsúlytalan /u/ az utolsó szótagban rendkívül ritka. Csak hangutánzó szavakban (pl. babau), idegen vagy kölcsönszavakban (pl. guru) valamint tulajdonnevekben (Gennargentu) található meg.
- Ha hangsúlytalan szóvégi magánhangzót magánhangzóval kezdődő szó követ, akkor a hangsúlytalan hang összekapcsolódik a másikkal és félhangzóvá válik. Ezt sinalefének nevezik olaszul. Főként szótagszámláláskor, pl. költészetben fontos.

## Nyílt és zárt hangok
Általában nyílt /ɛ/ található a következő szavakban:
- az ie kettőshangzóban (kivéve a bietta, chierico, fischietto szavakat),
- az -ente végződésű melléknevekben és participio presentében,
- az -enza végű főnevekben,
- az -endo végű gerundiókban,
- az -ello végződésben,
- az -esimo sorszámnévképzőben,
- bizonyos igealakokban (passato remoto: -essi, -esse, -essero; feltételes mód jelen idő: -etti, -ette, -ettero)

más esetben az e általában zárt /e/.
Általában nyílt /ɔ/ található a következő szavakban:
- az uo kettőshangzóban,
- az összes véghangsúlyos és az egytagú -o-ra végződő szóban,
- az -orio, -oria végződésű szavakban,
- az -ozio, -ozia végződésű szavakban,
- az -oma végződésű szavakban,
- az -osi végződésű szavakban,
- a -logico végződésű szavakban,
- az -opside végződésű szavakban,
- a -scopio végződésű szavakban,
- az -otide végződésű szavakban,
- az -oide végződésű szavakban,
- az -otto végződésű szavakban,
- az otto és nove számokban, és összetételeikben

más esetben az o általában zárt /o/.
Egyebek:
- te [tɛ] „nesze”, tè [tɛ] „tea”, de te [te] „téged”

### Nyelvjárási eltérések
Bizonyos magánhangzókat a nyelvjárásokban az irodalmi kiejtéstől eltérően ejthetnek. Ezek közül a legismertebbek:
| Betű(k) | Betű(k)                                                                 | Betű(k)                                            | Hang(ok) | Példák               |
| ------- | ----------------------------------------------------------------------- | -------------------------------------------------- | -------- | -------------------- |
| a       | Piemont egyes vidékein hangsúlyos helyzetben                            | nyílt szótagban                                    | [ɑː]     | parlato [pɑrˈlɑːto]  |
| a       | Piemont egyes vidékein hangsúlyos helyzetben                            | egyébként                                          | [ɑ]      | alto [ˈɑlto]         |
| a       | Emilia Romagnában, Puglia vidékén hangsúlyos helyzetben                 | nyílt szótagban                                    | [æː]     | male [ˈmæːle]        |
| a       | Emilia Romagnában, Puglia vidékén hangsúlyos helyzetben                 | egyébként                                          | [æ]      | callo [ˈkælːo]       |
| a       | délen hangsúlytalanul                                                   | délen hangsúlytalanul                              | [ə]      | sala [ˈsaːlə]        |
| i       | délen a c, g, sc és magánhangzó közötti helyzetben                      | délen a c, g, sc és magánhangzó közötti helyzetben | [i]      | cielo [t͡ʃiˈɛːlo]     |
| i       | délen hangsúlyos szótag előtti szótagban                                | délen hangsúlyos szótag előtti szótagban           | [ə]      | Sicilia [səˈt͡ʃiːlja] |
| u       | Piemontban, Liguriában, Lombardiában és néhány helyen Emiliában gyakran | hangsúlyosan                                       | [yː]     | muro [ˈmyːro]        |
| u       | Piemontban, Liguriában, Lombardiában és néhány helyen Emiliában gyakran | hangsúlytalanul                                    | [y]      | unità [yniˈta]       |

Eltérések lehetnek a római és a firenzei norma között a nyílt /ɛ, ɔ/ és zárt /e, o/ kiejtése között bizonyos szavakban. Ez kb. 300 szót érint, ezek közül a legfontosabbak:
- nyílt /ɛ/-t ejtenek Firenzében, de zártat /e/ Rómában: Agnese, annettere, arena, bello, bipenne, ceffo, centro, cespite, colletta, connettere, cresima, debbo, devo, ebbe, ebbero, ebbi, Elisabetta, esempio, lettera, maestro, marengo, membro, menomo, nesso, Orvieto, redini, remo, reni, resina, rimembro, scetto, schietto, seppi, siete, spegnere, sterco, strenna, svelto, tempero, tempia, tempio, tento, teschio, vero;
- zárt /e/-t ejtenek Firenzében, de nyíltat /ɛ/ Rómában: adeguo, allegro, annego, bestia, bistecca, Brescia, calpesto, Cesare, chierica, chierico, far cilecca, cometa, cresta, desto, detto, dileguo, edera, Elba, ellera, elsa, erpice, erto, esca, esco, falena, fedele, fregio, gregge, inerpico, intero, lebbra, libeccio, Maddalena, melma, nego, pentola, rivelo, scendo, seguo, sgretolo, Stefano, stregua, svelo, temo, trebbio, tregua, trenta, Trento, vellico, vendico, zenzero;
- nyílt /ɔ/-t ejtenek Firenzében, de zártat /o/ Rómában: cocolla, corico, corte, cotica, dimora, dimoro, esoso, formula, formulo, gonna, grotta, moccolo, mozzo, orco, porgere, scroffa, scrofola, sordido, sposano, sposo, Stoccolma, storpio, stroppio;
- zárt /o/-t ejtenek Firenzében, de nyíltat /ɔ/ Rómában: accocca, affoga, affolla, atroce, aurora, Bertoldo, bisogna, bisogno, bitorzolo, Bologna, bordo, borra, borro, botro, carbonchio, carogna, cocca, cognome, colonna, coloro, compito, comploice, coppa („felvágottfajta”), costro, doga, dopo, enorme, esploso, feroce, foce, foga, folla, foro („nyílás”), forra, germoglia, giogo, Giorgio, golfo, gorgoglia, gotta, groppo, imposta, incocca, incolonna, ingoio, ingollo, insorgere, loro, manigoldo, nascosto, nome, norma, orcio, orgoglio, otre, posto, proposta, quattordici, ricovero, rigoglio, rintocco, risposta, robbia, rocca, Romolo, scocca, scolta, scortico, sfogo, sgomina, sogno, sonno, sono, spilorcio, tocca, torba, torma, veloce, vergogna, vogo és az -ognolo képző.

Ezeket az eltéréseket az olasz nyelvészek nem tekintik hibának, így nem is foglalnak állást valamelyik alak használata mellett.

## Kettőshangzók
Az olaszban két félhangzó van, az /ɪ̯/ és az /ʊ̯/, ezeket rendre i és u betűkkel írják. Mindig rövidek és egybeolvadnak a mellettük álló teljes magánhangzóval. Kétféle típusuk létezik:
- emelkedő diftongusok: ia [ja], ie [jɛ] / [je], io [jɔ] / [jo], iu [ju], ua [wa], ue [wɛ] / [we], ui [wi], uo [wɔ]
- ereszkedő diftongusok: ai [aɪ̯], au [aʊ̯], ei [ɛɪ̯] / [eɪ̯], eu [ɛʊ̯] / [eʊ̯], oi [ɔɪ̯] / [oɪ̯]

Ezeket a kapcsolatokat általában nem választjuk el, kivéve akkor, ha a hangsúly az i-re vagy az u-ra esik: abbaino, faina, ateismo, zia, zio, scia, via, mio, pio, io, baule, due.
Mint ahogy azt már az i betűnél láttuk, c, g, sc és magánhangzók között csak írásjel, a mássalhangzó kiejtését jelzi, de a köznyelvben nem ejtjük.

## Mássalhangzók
|             | bilabiális | labiodentális | dentális/ alveoláris | posztalveoláris | palatális | veláris |
| ----------- | ---------- | ------------- | -------------------- | --------------- | --------- | ------- |
| nazális     | [m]        |               | [n]                  |                 | [ɲ]       |         |
| plozíva     | [p] [b]    |               | [t] [d]              |                 |           | [k] [ɡ] |
| affrikáta   |            |               | [t͡s] [d͡z]            | [t͡ʃ] [d͡ʒ]       |           |         |
| frikatíva   |            | [f] [v]       | [s] [z]              | [ʃ]             |           |         |
| pergőhang   |            |               | [r]                  |                 |           |         |
| laterális   |            |               | [l]                  |                 | [ʎ]       |         |
| approximáns |            |               |                      |                 | [j]       | [w]     |

Ezeket a hangokat az olasz helyesírás szerint a következő betűkkel és betűkapcsolatokkal írjuk le:
| Betű(k) | Betű(k)                                                             | Hang(ok)    | Példák                                                                     |
| ------- | ------------------------------------------------------------------- | ----------- | -------------------------------------------------------------------------- |
| b       |                                                                     | [b]         | barba [ˈbarba]                                                             |
| c       | e, i előtt                                                          | [t͡ʃ]        | cielo [ˈt͡ʃɛːlo], caccia [ˈkat͡ʃːa]                                          |
| c       | máskor                                                              | [k]         | cane [ˈkaːne], ricco [ˈrikːo]                                              |
| ch      | csak e, i előtt található                                           | [k]         | chimica [ˈkiːmika], ricchi [ˈrikːi]                                        |
| d       |                                                                     | [d]         | piede [ˈpjɛːde], cadde [ˈkadːe]                                            |
| f       |                                                                     | [f]         | fusto [ˈfusto], affitto [aˈfːitːo]                                         |
| g       | e, i előtt                                                          | [d͡ʒ]        | giro [ˈd͡ʒiːro], aggio [ˈad͡ʒːo]                                             |
| g       | máskor                                                              | [g]         | gallo [ˈgalːo], leggo [ˈlɛgːo]                                             |
| gh      | csak e, i előtt található                                           | [g]         | luoghi [ˈlwɔːgi], mugghio [ˈmuɡːjo]                                        |
| gli     | önállóan                                                            | [ʎi]        | gli [ʎi]                                                                   |
| gli     | magánhangzó előtt szó elején                                        | [ʎ]         | glielo [ˈʎɛːlo]                                                            |
| gli     | mássalhangzó előtt                                                  | [gli]       | glicerina [glit͡ʃeˈriːna]                                                   |
| gli     | máskor                                                              | [ʎː]        | paglia [ˈpaʎːa], luglio [ˈluʎːo]                                           |
| gn      | szó elején                                                          | [ɲ]         | gnomo [ˈɲɔːmo]                                                             |
| gn      | máskor                                                              | [ɲː]        | bagno [ˈbaɲːo], cagnolino [kaɲːoˈliːno]                                    |
| h       | csak c, g, sc után, valamint az avere ragozott alakjaiban található | -           | ghiro [ˈgiːro], hai [ˈaːɪ̯]                                                 |
| j       | csak nevekben és idegen szavakban található                         | [j]         | Jesolo [ˈjeːzolo], Majano [maˈjaːno]                                       |
| k       | csak nevekben és idegen szavakban található                         | [k]         | kappa [ˈkapːa], kaleidoscopio [kalejdoˈskɔpjo]                             |
| l       |                                                                     | [l]         | alto [ˈalto], callo [ˈkalːo]                                               |
| m       |                                                                     | [m]         | amare [amˈaːre], mamma [ˈmamːa]                                            |
| n       | b, f, p, v előtt                                                    | [ɱ]         | invece [iɱˈveːt͡ʃe], anfibio [aɱˈfiːbjo]                                    |
| n       | c /k/, g /g/, k, q előtt                                            | [ŋ]         | piango [ˈpjaŋo], anche [ˈaŋke]                                             |
| n       | c /t͡ʃ/, g /d͡ʒ/, gli előtt                                           | [ɲ]         | mangia [ˈmaɲd͡ʒa], vince [ˈviɲt͡ʃe]                                          |
| n       | máskor                                                              | [n]         | lana [ˈlaːna], nonno [ˈnonːo]                                              |
| p       |                                                                     | [p]         | campo [ˈkampo], apparenza [apːaˈrɛnt͡sa]                                    |
| q       | csak u állhat utána                                                 | [k]         | qui [kwi], acqua [ˈakːwa]                                                  |
| r       |                                                                     | [r]         | tardi [ˈtardi], porre [ˈporːe]                                             |
| s       | magánhangzók között, zöngés mássalhangzó előtt                      | [z]         | rosa [ˈrɔːza], sbaglio [ˈzbaʎːjo]                                          |
| s       | máskor                                                              | [s]         | sì [si], triste [ˈtriste]                                                  |
| sc      | e, i előtt szó elején                                               | [ʃ]         | scena [ˈʃeːna], sciame [ˈʃaːme]                                            |
| sc      | e, i előtt szó belsejében                                           | [ʃː]        | nascere [ˈnaʃːere], pesci [ˈpeʃːi]                                         |
| sc      | máskor                                                              | [sk]        | scuola [ˈskwɔːla], discutere [diˈskuːtere]                                 |
| sch     | csak e, i előtt található                                           | [sk]        | scheda [ˈskeːda], affreschi [afːˈreski]                                    |
| t       |                                                                     | [t]         | alto [ˈalto], fatto [ˈfatːo]                                               |
| v       |                                                                     | [v]         | vado [ˈvaːdo], evviva [eˈvːiːva]                                           |
| w       | csak nevekben és idegen szavakban található                         | [v]         | Walter [valˈter], wagon [vaˈgon]                                           |
| x       | csak nevekben és idegen szavakban található                         | [ks]        | extra [ˈekstra], uxoricidio [uksoriˈt͡ʃiːdjo]                               |
| y       | csak nevekben és idegen szavakban található                         | [j]         | yogurt [joˈgurt]                                                           |
| z       | szó elején, mássalhangzó mellett                                    | [t͡s] [d͡z]   | zoccolo [t͡soˈkːɔːlo], marzo [ˈmart͡so] zulù [d͡zuˈlu], arzillo [arˈd͡zilːo]   |
| z       | máskor                                                              | [t͡sː] [d͡zː] | azione [aˈt͡sːjoːne], pizza [ˈpit͡sːa] azalea [aˈd͡zːaːle.a], mezzo [ˈmed͡zːo] |

Megjegyzések:
- A mássalhangzók lehetnek rövidek és hosszúak. A hosszú hangokat általában a betű kettőzésével jelöljük, mint a magyarban: bb, cc, dd, ff, gg, ll, mm, nn, pp, rr, ss, tt, vv. A c és g betűk esetében a rákövetkező hangtól függhet a betű hosszú kiejtése is, pl. a cca csoport [kːa] lesz, de a cci ejtése [t͡ʃːi]. A q-t nem kettőzzük, hanem c-t írunk elé: acqua [ˈakːwa], kivéve a soqquadro [soˈkːwadro] szóban. A h-t nem ejtjük, ezért nincs kettőzött alakja sem. Az idegen betűket általában a kölcsönző nyelv helyesírása szerint írjuk, és ezek nagy része nem kettőzött. A /ʎ/, /ɲ/, /ʃ/ szó elejét kivéve hosszan hallható, még ha a helyesírás ezt nem tükrözi is, mivel ezek a hangokat betűkapcsolatokkal írjuk (gli, gn, sce, sci). Egyetlen hang van, amely sosem lehet hosszú, ez a /z/.
- A nazálisok kiejtése a rájuk következő hangtól függhet, de mivel ezek a kiejtési változatok csak adott helyzetben fordulhatnak elő, ezért nem tekintjük őket önálló fonémának.
- Magánhangzók között az s kiejtésében van észak-déli ellentét. Északon magánhangzók között általában [z]-nek ejtik, míg délen ugyanezt [s]-nek hallani. Északon ugyanakkor az s ejtése jelentésmegkülönböztető lehet, például: chiese (a chiedere ige passato remoto alakja) [ˈkjɛːse] – chiese („templomok”) [ˈkjɛːze].
- A z betű kiejtése általában [t͡sː]. Ritkán azonban mégis előfordulhat a [d͡zː]-ként való ejtés is. Szabály erre nincs, de általánosságban elmondható, hogy zöngés ejtés a következő esetekben fordul elő:
  - szó elején, ha a második szótag zöngés mássalhangzóval kezdődik: zona [ˈd͡zɔːna];
  - két egyszerű magánhangzó között gyakran: bazar [baˈd͡zaːr];
  - hangsúlyos szótagot megelőzően kettőzve: azzurro [aˈd͡zːurːo];
  - de a fentiektől eltérő számos kivétel akad (pl. többnyire [d͡zː]-nek ejtik a zia, zio, zucchero, Mozart, nazi(sta) stb. esetében, amikor nem ismerik a helyes szótári alakot).

### Nyelvjárási változatok
Egyes mássalhangzókat az egyes nyelvjárásokban az irodalmi kiejtéstől eltérően ejtenek. Ezek közül a legismertebbek:
| Betű(k) | Betű(k)                                                                 | Hang(ok) | Példák                                |
| ------- | ----------------------------------------------------------------------- | -------- | ------------------------------------- |
| b       | Rómában és délebbre szó elején magánhangzó előtt és magánhangzók között | [bː]     | barba [ˈbːarba], stabile [ˈstaːbːile] |
| c       | Toszkána nagy részében magánhangzók között a, o, u előtt                | [χ]      | baco [ˈbaːχo]                         |
| c       | Nyugat-Toszkánában magánhangzók között a, o, u előtt                    | [-]      | baco [ˈbaː.o]                         |
| c       | Dél-Olaszországban magánhangzók között a, o, u előtt                    | [g]      | baco [ˈbaːgo]                         |
| c       | Délen magánhangzók között e, i előtt                                    | [ʃ]      | amici [aˈmiːʃi]                       |
| d       | Délen iskolázatlanok beszédében magánhangzók között                     | [r]      | piede [ˈpjɛːre]                       |
| g       | Toszkánában magánhangzók, között e, i előtt                             | [ʒ]      | cugino [kuˈʒiːno]                     |
| gn      | Északon általában röviden ejtik                                         | [ɲ]      | ragno [ˈraɲo]                         |
| gn      | Bolognában és környékén                                                 | [nj]     | ingegnere [ind͡ʒeˈnjɛːre]              |
| l       | Piemontében és Liguriában a, d, o, t, u előtt                           | [ł]      | caldo [ˈkałdo]                        |
| p       | Dél-Olaszországban m után                                               | [b]      | campo [ˈkambo]                        |
| p       | Firenze környékén tanulatlanok beszédében magánhangzók között           | [ɸ]      | cupola [ˈkuːɸola]                     |
| r       | Szicíliában szó elején                                                  | [rː]     | ruota [ˈrːwɔːta]                      |
| s       | Bologna és Nápoly környékén mássalhangzó előtt                          | [ʃ]      | stomaco [ʃtoˈmaːko]                   |
| sc      | Északon e, i előtt gyakran rövid                                        | [ʃ]      | pesce [ˈpɛʃe]                         |
| t       | Dél-Olaszországban n után                                               | [d]      | quanto [ˈkwando]                      |
| t       | Firenze és Prato környékén tanulatlanok beszédében magánhangzók között  | [χ]      | prato [ˈpraːχo]                       |
| tr      | Kelet-Szicíliában                                                       | [ʈɽ]     | tre [ʈɽe], quattro [ˈkwaʈːɽo]         |

### Mássalhangzó-nyújtás
A magánhangzóra végződő szóra következő szókezdő mássalhangzó bizonyos esetben megnyúlik (rafforzamento). A helyesírás általában nem jelöli, csak ha az ilyen kapcsolatot kötelezően egybeírunk, például: soprattutto.
Minden egyszerű mássalhangzó megnyúlhat, és megnyúlik a mássalhangzó + l, r kapcsolat is.
A megnyúlás a következő esetekben valósul meg:
- minden véghangsúlyos, többtagú szó után, például: può fare [pwɔˈfːaːre]
- a következő szóhoz ragadó egytagú, hangsúlytalan szavak után, például: da Roma [daˈrːoːma], è vero [eˈvːeːro]
- come, dove, qualche, sopra/sovra után: dove vai? [doveˈvːaːɪ̯]

Nyelvjárásokban (főleg északon) ez a megnyúlás elmaradhat.

## Fordítás
- Ez a szócikk részben vagy egészben  az   Italian phonology című angol Wikipédia-szócikk fordításán alapul.  Az eredeti cikk szerkesztőit annak laptörténete sorolja fel. Ez a jelzés csupán a megfogalmazás eredetét és a szerzői jogokat jelzi, nem szolgál a cikkben szereplő információk forrásmegjelöléseként.
- Ez a szócikk részben vagy egészben  a   Fonologia della lingua italiana című olasz Wikipédia-szócikk fordításán alapul.  Az eredeti cikk szerkesztőit annak laptörténete sorolja fel. Ez a jelzés csupán a megfogalmazás eredetét és a szerzői jogokat jelzi, nem szolgál a cikkben szereplő információk forrásmegjelöléseként.